# Bismarckstraße (Ludwigshafen am Rhein)
Die Bismarckstraße ist eine der ältesten Straßen der Stadt Ludwigshafen am Rhein.
Sie liegt im Stadtteil Mitte und gehört somit zum Ortsbezirk Südliche Innenstadt. Die Bismarckstraße beginnt am Berliner Platz und verläuft von dort aus parallel zum Rhein in nördlicher Richtung bis zum Rathausplatz.
Sie wurde Mitte des 19. Jahrhunderts, in der Phase der Stadtgründung Ludwigshafens, als eine der wichtigsten Geschäfts- und Verkehrsstraßen der Stadt angelegt und entwickelte sich zu einem Prachtboulevard. Seit 1885 ist die Straße nach dem deutschen Reichskanzler Otto von Bismarck benannt. Die meisten der dort befindlichen anspruchsvollen Bauten, die überwiegend der Gründerzeit entstammten, wurden durch die Luftangriffe im Zweiten Weltkrieg zerstört. Deshalb wird die Bismarckstraße heute von neueren Geschäftshäusern beherrscht, die ab den 1950er Jahren errichtet wurden. Zwischen Kaiser-Wilhelm-Straße und Rathausplatz ist der Straßenzug eine Fußgängerzone. Im Gebäude mit den Hausnummern 44–48 befindet sich die Stadtbibliothek Ludwigshafen, im Hintergebäude, dem „Bürgermeister-Ludwig-Reichert-Haus“, der Sitz des Kunstvereins Ludwigshafen.

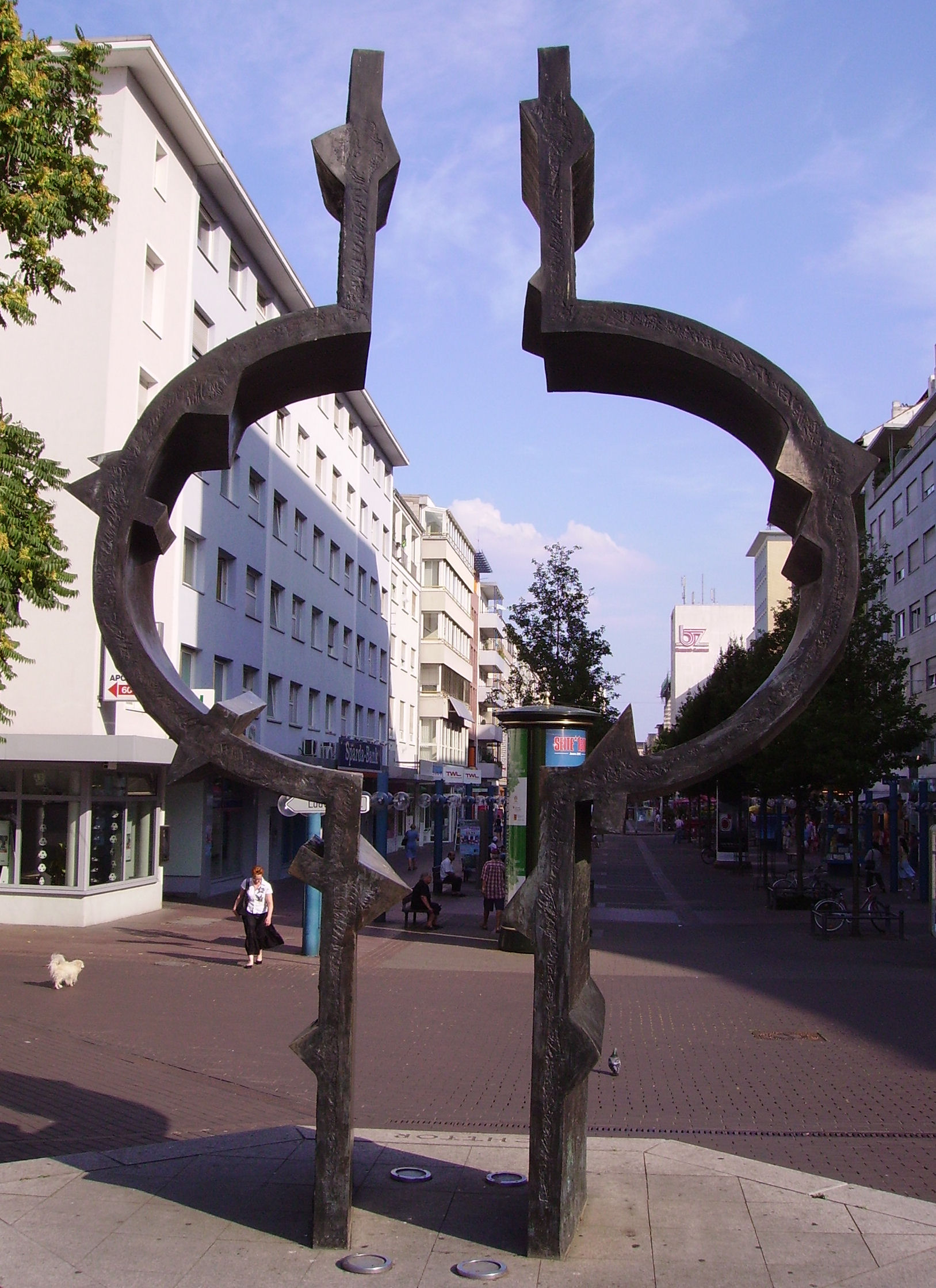
Lichttor am Rathauscenter
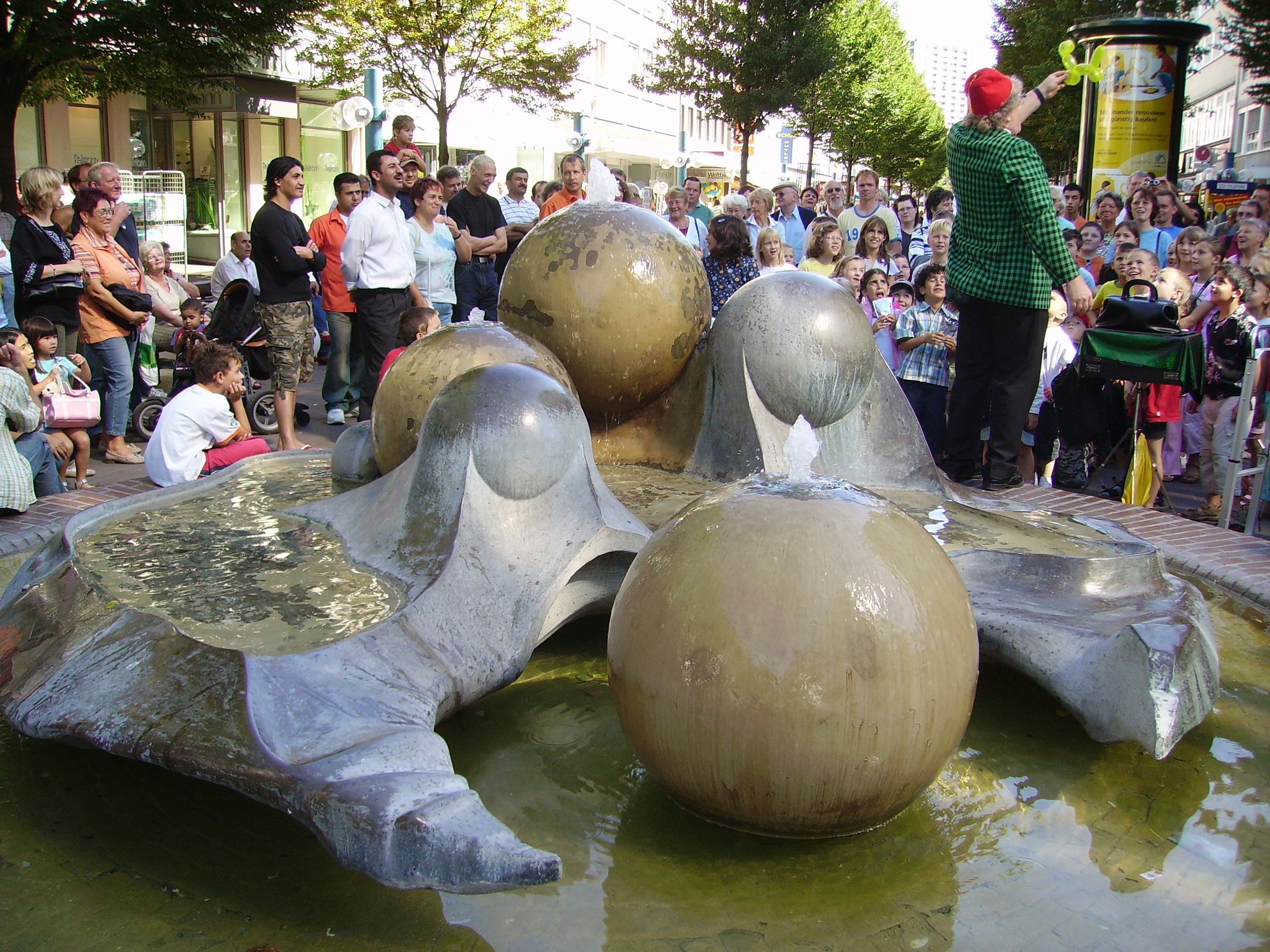
Knödelbrunnen während des Straßenzaubererfests
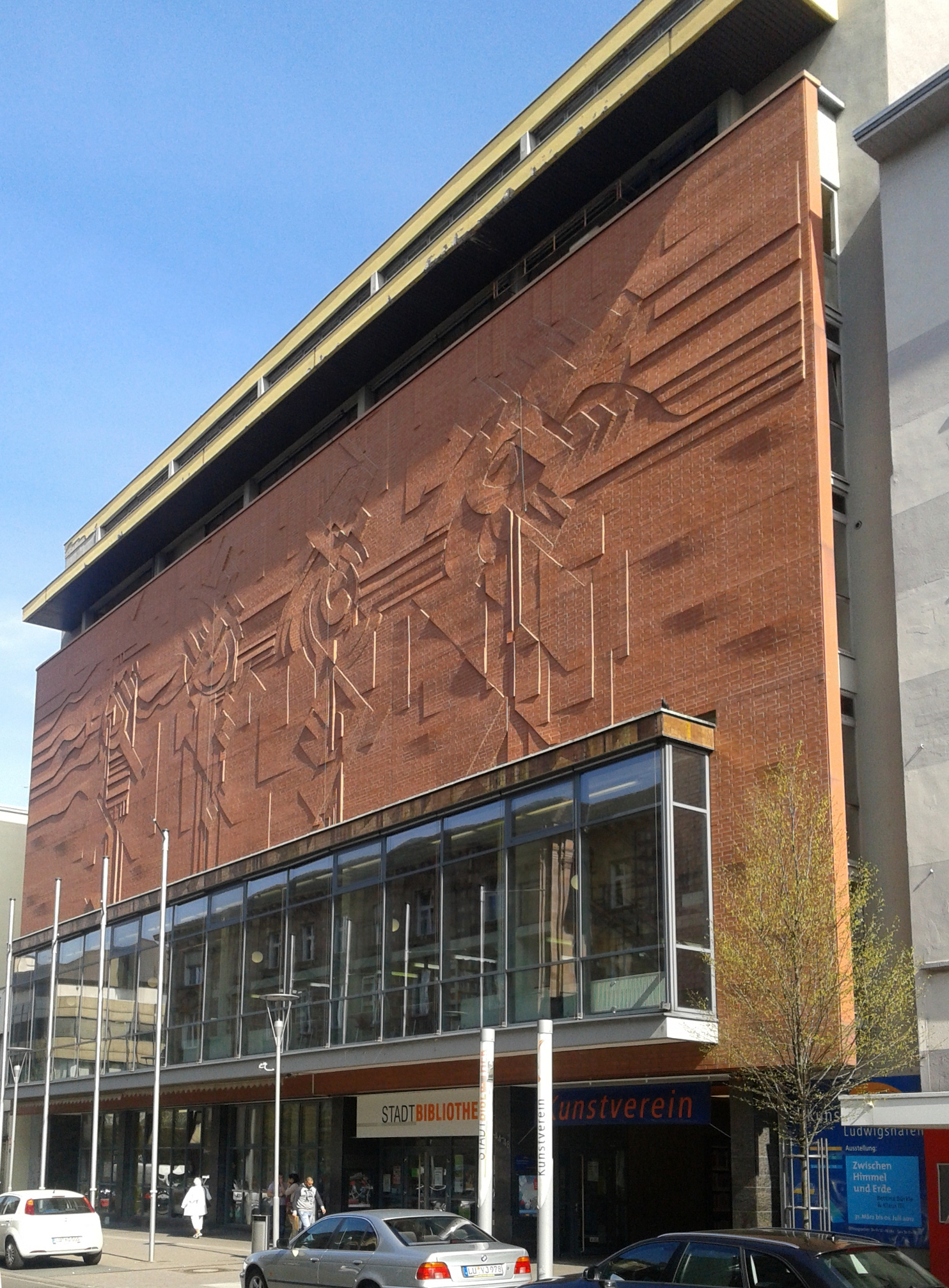
Stadtbibliothek Ludwigshafen
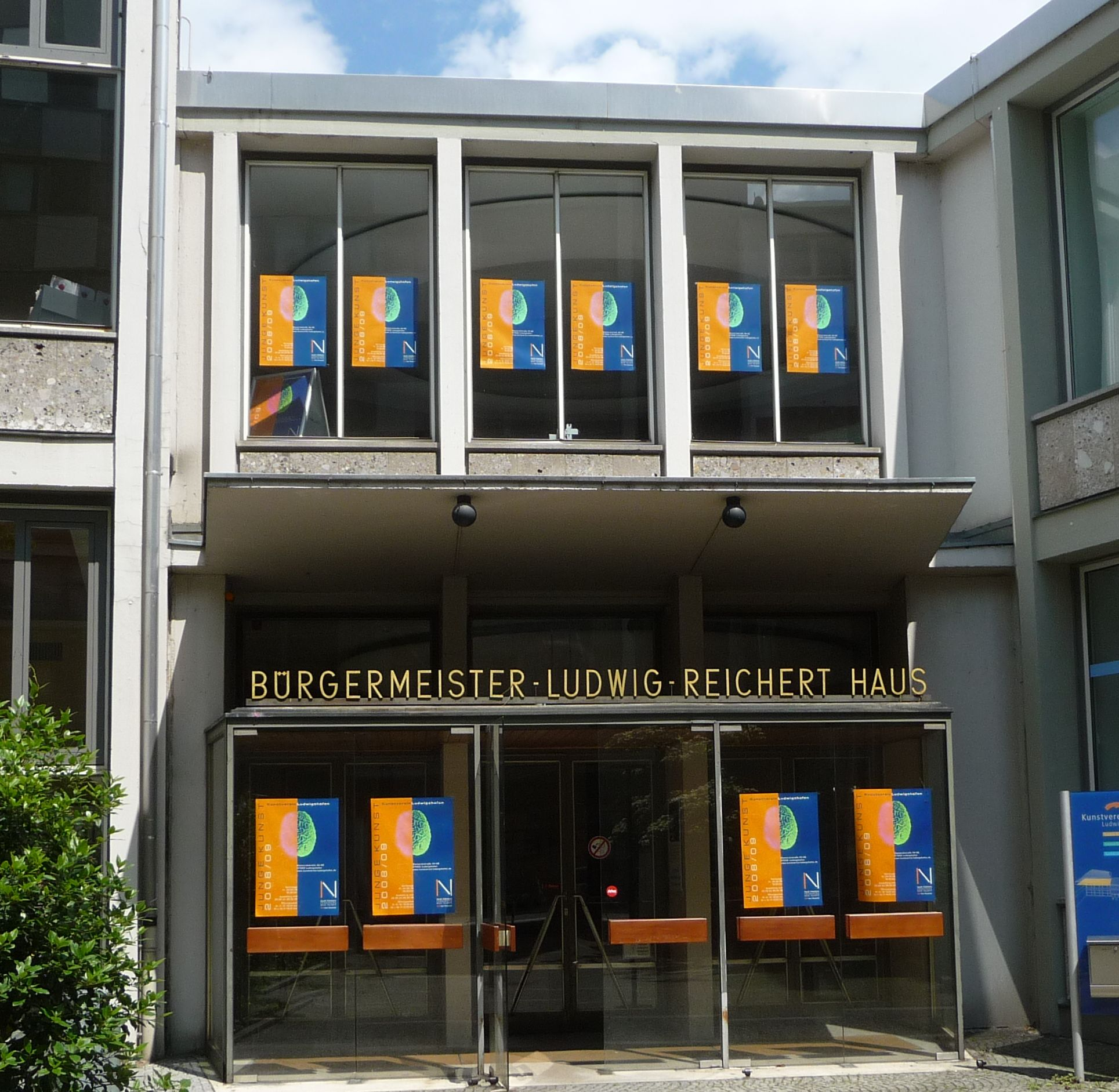
Bürgermeister-Ludwig-Reichert-Haus